# Paradise Lost (album)
Paradise Lost deseti je studijski album britanskog gothic metal sastava Paradise Lost. Diskografska kuća GUN Records objavila ga je 17. ožujka 2005.

## O albumu
Album je snimljen od siječnja do lipnja 2004. u Chapel Studiosu u Lincolnshireu i Hollypark Lane u Los Angelesu; miksan je i masteriran u studiju Green Jacket.
Prvi je album sastava s Jeffom Singerom, koji pridružio se sastavu nakon što je pisanje albuma uglavnom bilo gotovo i pridonio je kreativnom procesu u manjoj mjeri od sljedećeg In Requiem.
Sastav imao je pjesme kao što je "Sedative God", koja je napisana za ovaj albumu, ali nije završila ni na jednom od izdanja ovog albuma (kao što su singlovi), već je umjesto toga završila na In Requiem, dok su ostale pjesme poput " Through the Silence" i "Sanctimonious You", iako nisu objavljene ni na jednom od reizdanja ovog albuma, završile su na CD-u singla "Forever After" i albumu B-Sides & Rarities. Spomenuti singl ima i spot.

## Popis pjesama
Tekstovi: Nick Holmes, glazba: Gregor Mackintosh.
| 1.    | »Don't Belong«         | 4:18 |
| 2.    | »Close Your Eyes«      | 4:20 |
| 3.    | »Grey«                 | 3:27 |
| 4.    | »Redshift«             | 3:28 |
| 5.    | »Forever After«        | 3:47 |
| 6.    | »Sun Fading«           | 3:26 |
| 7.    | »Laws of Cause«        | 4:09 |
| 8.    | »All You Leave Behind« | 2:59 |
| 9.    | »Accept the Pain«      | 3:21 |
| 10.   | »Shine«                | 4:05 |
| 11.   | »Spirit«               | 4:20 |
| 12.   | »Over the Madness«     | 5:23 |
| 47:03 |                        |      |

## Zasluge
| Paradise Lost - Nick Holmes – vokal - Greg Mackintosh – solo gitara, klavijature - Aaron Aedy – ritam gitara, akustična gitara - Steve Edmondson – bas-gitara Dodatni glazbenici - Jeff Singer – bubnjevi - Chris Elliott – klavijature, gudački aranžmani - Heather Thompson – prateći vokal (na pjesmama 5. i 12.) - Leah Randi – vokal (zborovi; na pjesmi "Forever After") | Ostalo osoblje - Seth Siro Anton – grafički dizajn - Ewan Davies – inženjer zvuka (asistent) - Will Bartle – inženjer zvuka (asistent) - Rhys Fulber – klavijature, produkcija - Sam Scott-Hunter – fotografije - Greg Reely – snimanje, miks, mastering |